# Związek Ludności Narodowości Śląskiej
Związek Ludności Narodowości Śląskiej – organizacja grupująca osoby deklarujące przynależność do narodowości śląskiej. Istniała w latach 1996-2004, bezskutecznie prowadząc starania o rejestrację. Pracami Komitetu Założycielskiego kierowali Jerzy Gorzelik, Rudolf Kołodziejczyk i Erwin Sowa. Zakończyła działalność w związku z negatywną decyzją Europejskiego Trybunału Praw Człowieka w Strasburgu.

## Rejestracja
Wniosek o rejestrację został złożony w 1996 roku. Mimo wielu prób związek nie został wpisany w KRS do rejestru stowarzyszeń, innych organizacji społecznych i zawodowych, fundacji oraz publicznych zakładów opieki zdrowotnej. W kolejnych wnioskach i wersjach statutu sądy wykazywały fragmenty sprzeczne z polskim stanem prawnym. W szczególności w orzeczeniach sądów kwestionowane było sformułowanie „śląska mniejszość narodowa”, w opinii sądów naruszające konstytucyjną zasadę równości wszystkich obywateli wobec prawa mogące służyć zwolnieniu organizacji z wymogu przekroczenia pięcioprocentowego progu wyborczego w wyborach parlamentarnych, na podstawie przepisów o mniejszościach narodowych kosztem innych organizacji.

## Cele
Celami statutowymi były:
1. Rozbudzanie i ugruntowywanie świadomości narodowej Ślązaków.
2. Odrodzenie kultury śląskiej.
3. Propagowanie wiedzy o Śląsku.
4. Ochrona praw etnicznych osób deklarujących przynależność do narodowości śląskiej.
5. Opieka socjalna nad członkami Związku.

## Postrzeganie społeczne ZLNŚ przez mieszkańców Śląska
We wrześniu 1997 roku, a zatem w okresie między utworzeniem Związku a odmową jego zarejestrowania, przeprowadzono w ówczesnym województwie katowickim badania demoskopowe na reprezentatywnej próbie 1000 dorosłych mieszkańców na temat „Kraj i region a Unia Europejska”. Trzy z nich dotyczyły stosunku do Związku Ludności Narodowości Śląskiej. 52% respondentów było przeciwnych rejestracji, 28% poparło dążenia ZLNŚ, a 20% nie miało w tej sprawie zdania.

## Kontynuatorzy
Po decyzji Europejskiego Trybunału Praw Człowieka ukonstytuował się nowy komitet założycielski kierowany przez Andrzeja Rocznioka, który próbował (również bezskutecznie) zarejestrować nowy Związek Ludności Narodowości Śląskiej.
Od 2011 funkcjonuje również Stowarzyszenie Osób Narodowości Śląskiej, na czele którego stoi Pejter Długosz, które zostało zdelegalizowane przez Sąd Najwyższy w 2013 roku. W 2024 roku Europejski Trybunał Praw Człowieka uznał, że Polska, odmawiając mu prawa do rejestracji, naruszyła artykuł 11 europejskiej konwencji praw człowieka.